# Динамо-машина

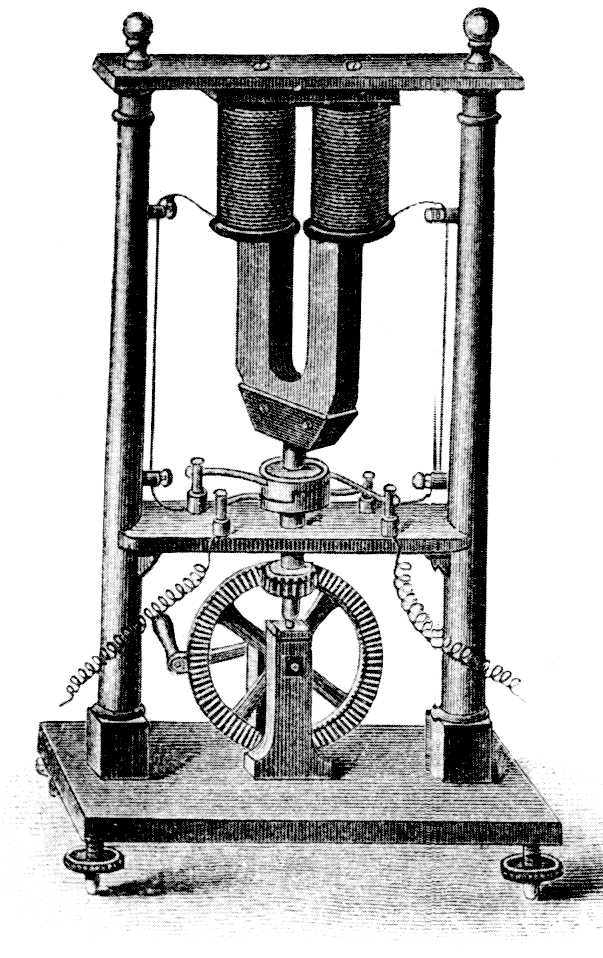
Динамо Піксі

Динамо-машина — спочатку альтернативна назва електричного генератора, механізм для вироблення постійного струму з механічної роботи за допомогою комутатора. Це були перші в історії електричні генератори, що були здатні виробляти електроенергію у промислових масштабах, а також основою, на базі якої пізніше було створено безліч інших пристроїв для електричного перетворення, зокрема електричний двигун, генератор змінного струму, а також обертові перетворювачі. Зараз динамо дуже рідко використовуються для виробництва електроенергії, в першу чергу через більше поширення змінного струму, а також через недоліки комутатора та простоту перетворення змінного струму у постійний. Зараз використовується для фар, ліхтарів на велосипеді,Динамо ліхтарів

## Опис
Динамо-машина складається з котушки з проводом, що обертається в магнітному полі, що створюється статором. Енергія обертання, відповідно до закону Фарадея перетворюється на змінний струм, але оскільки перші винахідники динамо не вміли працювати зі змінним струмом, то для інвертування полярності вони використовували комутатор. В результаті виходив пульсуючий струм постійної полярності.